# Haram (Na Uy)
Haram là một đô thị ở hạt Møre og Romsdal, Na Uy.
Trung tâm hành chính là Brattvåg. Haram đã được lập thành đô thị ngày 1 tháng 1 năm 1838 (xem formannskapsdistrikt). Vigra đã được tách khỏi Haram ngày 1 tháng 1 năm 1890. Vatne, và một phần của Borgund, đã được nhập với Haram ngày 1 tháng 1 năm 1965.
Tên đô thị này được đặt theo nông trang Haram (tiếng Na Uy Cổ Harhamarr) do nhà thờ đầu tiên được xây ở đó

## Các làng
- Brattvåg
- Søvik
- Vatne
- Austnes
- Tennfjord